# 建築家会議所
建築家会議所（けんちくかかいぎしょ、Architektenkammer）は、ドイツにおける公益専門家組織である建築家の運営に関する公法人。建築を通して公共の利益に取り組んでいる。

## 州会議所
建築家会議所は州単位の組織で全国で16あり、各建築家法に基づきドイツ連邦におけるそれぞれの州に設置している。この「建築家会議所」にてドイツでは登録建築家制度を運用している。ドイツでは建築関連の法制運用は各州ごとでの法律によるため、登録制度も各州ごとでの定めとなっている。
登録は各州建築家法において、de:Architekt（建築家）のほか、
de:Innerarchitekt（内装建築家-インテリアデザイナー）、
de:Landschatsarchitekt（ランドスケープ・アーキテクト-景観専門家）も登録対象となっており、都市計画家の登録も10州で実施している。
すべての建築家が義務付けられている強制加入となっており、大規模の建築設計事務所はごく少なく、半数は数名の事務所規模となっているとし、会議所の役割は業務倫理を守る、施主の相談窓口、コンペルールの普及、広報活動などである。義務のメンバーをビジネスの彼の場所のための局所的に有能な建築家の室である。建築家団体は限りある建築家やモニターのための専門の法律を促進するさらなるタスクとして持ちあわせている。職能のルールに対する建築家の違反について、職能の裁判所としての建築会によって処罰される。

## 連邦会議所
各州の建築家会議所の連合体として連邦建築家会議所（Bundesarchitektenkammer；BAK）があり、1969年に設立され、所在地はボンに置かれており、ドイツを代表して、欧州建築家評議会（ACE）の執行委員会メンバーとなっている。10万人以上のメンバーと取締役会のメンバーが率いるが、そのうち25.2パ
ーセントが女性である。

## 関連団体
- de:Verband Deutscher Architekten（VDA　ドイツ建築家部会）
- de:Bund Deutscher Architekten（BDA ドイツ建築家連合）
- de:Verband Deutscher Architekten und Ingenieurvereine（ドイツ建築家エンジニア協会部会）
- de:Bund Deutscher Baumeister, Architekten und Ingenieure（ドイツ施工専門家建築家技術者連盟）
- de:Vereinigung Angestellter Architekten（VAA　建築家従業員組合）

## 外部リング
Bundesarchitektenkammer (連邦建築家会議所)  ホームページ： http://www.bak.de/